# Dun-le-Poëlier
Dun-le-Poëlier és un municipi francès, situat al departament de l'Indre i a la regió de Centre – Vall del Loira. L'any 2007 tenia 488 habitants.

## Demografia

### Població
El 2007 la població de fet de Dun-le-Poëlier era de 488 persones. Hi havia 236 famílies, de les quals 84 eren unipersonals (56 homes vivint sols i 28 dones vivint soles), 88 parelles sense fills, 40 parelles amb fills i 24 famílies monoparentals amb fills.
La població ha evolucionat segons el següent gràfic:
Habitants censats

### Habitatges
El 2007 hi havia 347 habitatges, 240 eren l'habitatge principal de la família, 73 eren segones residències i 34 estaven desocupats. 345 eren cases i 2 eren apartaments. Dels 240 habitatges principals, 191 estaven ocupats pels seus propietaris, 39 estaven llogats i ocupats pels llogaters i 10 estaven cedits a títol gratuït; 4 tenien una cambra, 20 en tenien dues, 56 en tenien tres, 69 en tenien quatre i 91 en tenien cinc o més. 180 habitatges disposaven pel capbaix d'una plaça de pàrquing. A 121 habitatges hi havia un automòbil i a 88 n'hi havia dos o més.

### Piràmide de població
La piràmide de població per edats i sexe el 2009 era:
| Homes | Edats   | Dones |
| ----- | ------- | ----- |
| 4     | 95 o +  | 0     |
| 0     | 90 a 94 | 4     |
| 8     | 85 a 89 | 8     |
| 8     | 80 a 84 | 8     |
| 8     | 75 a 79 | 12    |
| 20    | 70 a 74 | 24    |
| 16    | 65 a 69 | 28    |
| 20    | 60 a 64 | 16    |
| 24    | 55 a 59 | 0     |
| 20    | 50 a 54 | 16    |
| 16    | 45 a 49 | 24    |
| 0     | 40 a 44 | 16    |
| 24    | 35 a 39 | 8     |
| 8     | 30 a 34 | 16    |
| 12    | 25 a 29 | 16    |
| 0     | 20 a 24 | 0     |
| 0     | 15 a 19 | 8     |
| 8     | 10 a 14 | 0     |
| 12    | 5 a 9   | 16    |
| 24    | 0 a 4   | 8     |

## Economia
El 2007 la població en edat de treballar era de 280 persones, 192 eren actives i 88 eren inactives. De les 192 persones actives 167 estaven ocupades (84 homes i 83 dones) i 25 estaven aturades (14 homes i 11 dones). De les 88 persones inactives 45 estaven jubilades, 17 estaven estudiant i 26 estaven classificades com a «altres inactius».

### Ingressos
El 2009 a Dun-le-Poëlier hi havia 234 unitats fiscals que integraven 492 persones, la mediana anual d'ingressos fiscals per persona era de 14.983,5 €.

### Activitats econòmiques
Dels 18 establiments que hi havia el 2007, 1 era d'una empresa alimentària, 3 d'empreses de fabricació d'altres productes industrials, 7 d'empreses de construcció, 3 d'empreses de comerç i reparació d'automòbils, 1 d'una empresa d'hostatgeria i restauració, 1 d'una empresa de serveis i 2 d'empreses classificades com a «altres activitats de serveis».
Dels 9 establiments de servei als particulars que hi havia el 2009, 3 eren paletes, 2 guixaires pintors, 3 lampisteries i 1 perruqueria.
Dels 2 establiments comercials que hi havia el 2009, 1 era una botiga de més de 120 m² i 1 una botiga de menys de 120 m².
L'any 2000 a Dun-le-Poëlier hi havia 20 explotacions agrícoles que ocupaven un total de 837 hectàrees.

## Equipaments sanitaris i escolars
El 2009 hi havia una escola maternal integrada dins d'un grup escolar amb les comunes properes formant una escola dispersa.

## Poblacions més properes
El següent diagrama mostra les poblacions més properes.